# Aishath Shaan Shakir
Aishath Shaan Shakir (Dhivehi އައިޝަތު ޝާން ޝާކިރު; auch Aishath Shan Shakir; geboren 1. März 1966) ist seit 22. August 2022 Botschafterin ihres Landes, der Republik Malediven, in Deutschland. Sie steht damit der Maledivischen Botschaft in Berlin vor.

## Biografie
Ihre politische Karriere begann Shaan Shakir im Jahr 1984 als Angestellte im Maledivischen Außenministerium, nachdem sie zwei Studien (Internationale Beziehungen und Diplomatie) erfolgreich abgeschlossen und das General Certificate of Education erhalten hatte.
Zugleich nahm sie an einem Seminar über die chinesische Sprache für Regierungsbeamte aus Entwicklungsländern teil.
Nach dem Studium hat Shaan Shakir in der Ozeanografischen Gesellschaft ihres Landes mitgearbeitet und entsprechende wissenschaftliche Veröffentlichungen unterstützt.
Im Außenministerium durchlief Aishath Shaan Shakir verschiedene Abteilungen wie das Gemeinsame Sekretariat, dessen Leitung ihr bald übertragen wurde, und später das Protokoll-Büro. In dieser Funktion begleitete sie den Ministerpräsidenten ihres Landes zu Staatsbesuchen in Großbritannien, in der Republik Korea und in Bhutan (2010–2012), nahm dann an weiteren Staatsbesuchen nach Bangladesch, Katar, Dubai, Schottland teil und war Delegierte bei der 76. Generalversammlung der Vereinten Nationen in New York City.
Weitere berufliche Stationen zwischen 2011 und 2016 waren: Botschafterin in Riad (Saudi-Arabien) und in Kuala Lumpur (Malaysia).
Von Mai 2017 bis Ende Oktober 2020 war Shaan Shakir Botschafterin der Malediven in Dhaka, der Hauptstadt von Bangladesch.
In der Protokollabteilung stieg sie von der Mitarbeiterin bis zur Protokollchefin (im Jahr 2020) auf und war damit die erste Frau der Malediven in diesem hohen Amt.
Schließlich folgte die Berufung als höchste Diplomatin der Malediven für die Bundesrepublik Deutschland. Noch im gleichen Monat, im August 2022 wurde Shaanan Shakir vom maledivischen Präsidenten zusätzlich als nicht-residierender Botschafter für die folgenden sechs europäischen Länder berufen: Dänemark, Finnland, Norwegen, Russland, Schweden und Ukraine. Dem deutschen Bundespräsidenten Frank-Walter Steinmeier überreichte Frau Shakir am 22. August 2022 ihr Beglaubigungsschreiben in einer kleinen Feier mit militärischen Ehren. Begleitet wurde Shaan Shakir vom Stellvertretenden Botschafter Mohamed Jinah, der Botschaftsrätin Umaira Mohamed und dem Dritten Sekretär Mohamed Fazeel Hussain der Maledivischen Botschaft in Deutschland.
Aishath Shaan Shakir spricht Englisch, Divehi, Chinesisch und Französisch.

## Sonstiges
Die (Maledivische) Botschafterresidenz und damit ihr Wohnsitz befindet sich in Berlin-Mitte am Pariser Platz 4a, die Botschaftsräume selbst sind in einer Geschäftsetage in der Friedrichstraße 55A eingerichtet.

## Familiäres
- Aishath Shakir ist verheiratet und hat drei Kinder.[9]